# Salticus alegranzaensis
Salticus alegranzaensis är en spindelart som beskrevs av Jörg Wunderlich 1995. Salticus alegranzaensis ingår i släktet Salticus och familjen hoppspindlar. Inga underarter finns listade i Catalogue of Life.